# Базарник Іван Васильович

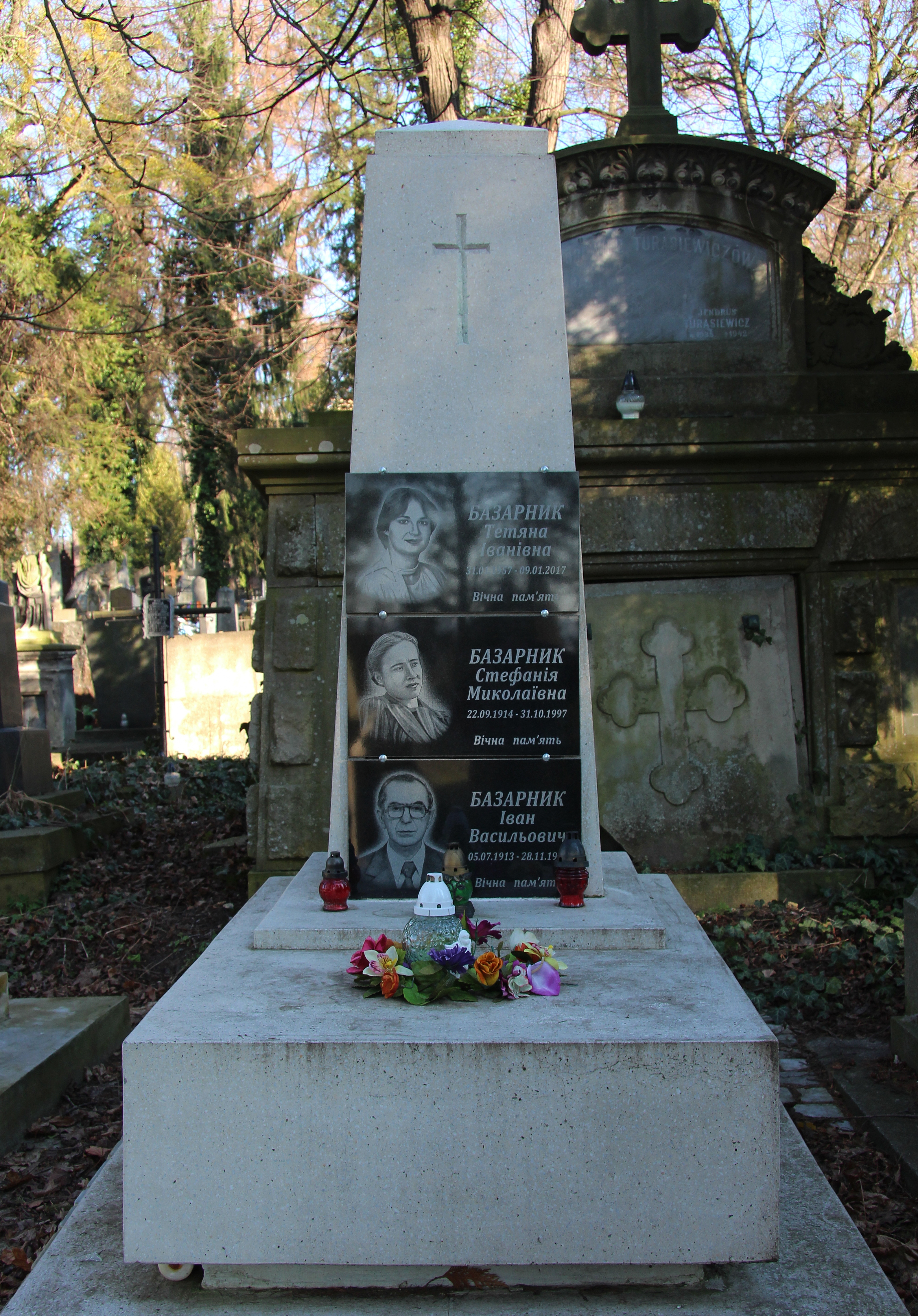

База́рник Іва́н Васи́льович (5 липня 1913, Львів — 28 лютого 1985, там само) — український архітектор, реставратор, педагог.

## Біографія
Народився 5 липня 1913 року у Львові. Тут закінчив школу і гімназію. У 1942—1947 роках навчався на інженерно-будівельному факультеті Львівського політехнічного інституту, здобув диплом інженера-архітектора. У 1948—1953 роках працює в проектному бюро над реконструкцією житлових будинків. У 1954—1959 роках районний архітектор Львова; 1959—1967 — головний архітектор Львова. Від 1960 член Спілки архітекторів. Взяв участь у проектуванні генплану Львова. Працював в Українській кооперативній проектній установі у 1967—1969 роках. Пізніше, у 1969—1984 викладав на кафедрі архітектури Львівського сільськогосподарського інституту, доцент. Займається охороною пам'яток архітектури, їх реконструкцією. Депутат Львівської міської ради восьмого і дев'ятого скликання. Автор вступної статті фотоальбома «Львів молодіє», який вийшов у видавництві «Каменяр» 1967 року.
Помер 28 лютого 1985 року у Львові. Похований на Личаківському цвинтарі, поле № 7.
Роботи
- Проект реставрації каплиці Кампіанів (1955).[2]
- Проект реставрації купола львівського Домініканського костелу (1955).[2]
- Співавтор реставрації Олеського замку (1956).[2]
- Генплан Львова 1962 року (співавтори А. Барабаш, А. Шуляр, М. Йорищ), а також варіант 1966 року (А. Шуляр, О. Рапопорт, М. Йорищ, Є. Дубинський, Є. Куц).[4]
- Реставрація церкви святого Миколая у Львові.[2]
- Перший у своєму роді аксонометричний план забудови Львова XIII–XIV ст.[2]
- Макет фрагментів забудови Львова княжого періоду (дитинець і замок князя Лева на горі Будельниці). Реконструйовано тогочасний рельєф, водну мережу.[2]